# Because of You
Because of you ist eine Ballade von Kelly Clarkson aus dem Album Breakaway, das im August 2005 in Deutschland veröffentlicht wurde. Das Album hatte zuerst nicht den erhofften Erfolg und wäre beinahe wieder in Vergessenheit geraten. Erst mit der dritten Lied-Auskopplung von Because of you am 24. Februar 2006 stieg es in den Charts auf.

## Hintergrund
Kelly Clarkson schrieb das Lied im Alter von 16 Jahren und wollte es schon auf ihrem ersten Album, Thankful, veröffentlichen. Doch sie erntete harsche Kritik für das Lied und ihr wurde gesagt, dass sie kein Talent zum Schreiben besitze. Deshalb überarbeitete Clarkson den Song noch einmal mit den Produzenten ihres zweiten Albums. Das Lied wurde auf der ganzen Welt ein Erfolg.
Das Lied handelt von der Scheidung ihrer Eltern, die Kelly Clarkson miterlebte, als sie sechs Jahre alt war. Manche meinen, es könnte an ihre Mutter gerichtet sein, da diese nach der Scheidung von Kelly Clarksons Vater immer sehr beschäftigt war und keine Zeit für ihre Tochter hatte.

## Musikvideo
Das Video beginnt bei ihr zu Hause. Dort sind sie und ihr Mann bei einer heftigen Auseinandersetzung zu sehen und er droht, ein Bild der Familie zu zerschlagen. Die Zeit gefriert und ihr Ehemann ebenso; Clarkson jedoch ist immun dagegen. Sie sieht sich in ihrem Haus um und sieht ihr jüngeres Selbst. Hand in Hand erleben die jüngere und ältere Version von Clarkson ihre aufgewühlte Kindheit wieder, als verschiedene schmerzhafte Erinnerungen zu sehen sind. Diese Ereignisse treiben ihre Mutter dazu, Pillen einzunehmen, bevor sie die Tür Clarkson vor der Nase zuschlägt, so dass diese nicht sieht, wie ihre Mutter anfängt zu weinen. Der Bruchpunkt kommt, als Clarksons Eltern einen physischen Kampf führen und sich gegenseitig mit Objekten bewerfen. Bald darauf packt Clarksons Vater seine Taschen und verlässt das Haus, trotz der Bitten seiner Tochter zu bleiben. Die ältere Clarkson läuft zurück in die Gegenwart, und anstatt mit ihrem Ehemann zu streiten, vertragen sie sich wieder. Sie sehen dann, dass ihre Tochter sie streiten gesehen hat, und umarmen sich alle Drei.
Das dazugehörige Musikvideo zu Because of You wurde von Vadim Perelman inszeniert und von Rhonda Vernet produziert. Clarkson schrieb die Handlung des Videos selbst, um den Schmerz zu reflektieren, den sie aufgrund der Scheidung ihrer Eltern empfand. Nichtsdestotrotz erlaubte Clarkson Perelman, auch die Kontrolle über die Produktion des Videos zu übernehmen. Laut Perelman wollte er eine Trennung schaffen, um zu zeigen, „dass diese Art dysfunktionaler Familie überall existieren kann“. In einem Interview mit MTV News gestand Clarkson, dass das Video traurig und rationalisierend sei: „Es ist ein trauriges Lied, also muss das Video natürlich dem folgen. Aber es endet wirklich glücklich und die Familie, meine Familie, bricht am Ende den Zyklus meiner Eltern.“

## Auszeichnungen
- MTV Video Music Award „Best Female Video“ 2006[4]
- BMI Pop Award „Song of the Year“ 2007[5]

| Land/Region                  | Auszeichnungen für Musikverkäufe (Land/Region, Auszeichnung, Verkäufe) | Verkäufe  |
| ---------------------------- | ---------------------------------------------------------------------- | --------- |
| Australien (ARIA)            | Gold                                                                   | 35.000    |
| Brasilien (PMB)              | Platin                                                                 | 60.000    |
| Dänemark (IFPI)              | Gold                                                                   | 7.500     |
| Deutschland (BVMI)           | Gold                                                                   | 150.000   |
| Kanada (MC)                  | Gold                                                                   | 50.000    |
| Norwegen (IFPI)              | 2× Platin                                                              | 20.000    |
| Vereinigte Staaten (RIAA)    | Platin (Single) · + Gold (Ringtone)                                    | 1.500.000 |
| Vereinigtes Königreich (BPI) | Platin                                                                 | 600.000   |
| Insgesamt                    | 5× Gold · 5× Platin ·                                                  | 2.422.500 |

Hauptartikel: Kelly Clarkson/Auszeichnungen für Musikverkäufe